# Jürgen Warnke
Pour les articles homonymes, voir Warnke.
Jürgen Franz Karl Walter Warnke, né le 20 mars 1932 à Berlin et mort le 27 avril 2013 à Selb, est un homme politique allemand membre de l'Union chrétienne-sociale en Bavière (CSU).
Il est ministre fédéral de la Coopération économique de 1982 à 1987, puis ministre fédéral des Transports jusqu'en 1989, lorsqu'il a retrouvé le poste de ministre fédéral de la Coopération économique. En 1991, il quitte le gouvernement fédéral, et se retire sept ans plus tard de la vie politique.

## Biographie
En 1950, il obtient son Abitur à Hof, et entreprend des études supérieures de droit et de sciences économiques qu'il suit à l'université de Munich, l'université de Genève et enfin l'université de Wurtzbourg. Il passe avec succès ses deux diplômes juridiques d'État et reçoit un doctorat de sciences politiques en 1958.
Il devient, en 1959, associé de recherche du groupement provincial de la CSU au Bundestag et assistant d'Hermann Höcherl, puis avocat en 1961. Il renonce à ces trois emplois en 1962 et prend le poste de directeur général de la fédération bavaroise de l'association de l'industrie chimique. Deux ans plus tard, il est désigné directeur général de l'association de l'industrie céramique et le reste jusqu'en 1982.

## Vie politique
Il adhère à l'Union chrétienne-sociale en Bavière (CSU) en 1958
En 1960, il est élu député au Landtag de Bavière, où il siège huit ans, et entre en 1969 au Bundestag. Il y prend aussitôt la présidence du conseil consultatif pour le commerce extérieur jusqu'en 1980, année où il devient vice-président du groupe CDU/CSU.

### Carrière ministérielle
Jürgen Warnke est nommé ministre fédéral de la Coopération économique dans la première coalition noire-jaune d'Helmut Kohl le 4 octobre 1982, trois jours après l'adoption d'une motion de censure constructive à l'encontre du social-démocrate Helmut Schmidt. Il est reconduit après les législatives anticipées de 1983.
À la suite des élections de 1987, il succède à Werner Dollinger comme ministre fédéral des Transports, mais ne garde ce portefeuille que deux ans, retrouvant celui de la Coopération économique à l'occasion du vaste remaniement ministériel organisé le 21 avril 1989. Il quitte le gouvernement fédéral le 18 janvier 1991, six semaines après les premières élections de l'Allemagne réunifiée.
Son action à la tête du ministère de la Coopération a fait l'objet de critiques dans la mesure où il appliquait strictement la politique anti-communiste de la CSU, ce qui a conduit son administration à attribuer des fonds au régime de Mobutu au Zaïre, tout en refusant d'en verser aux sandinistes du Nicaragua.
Il est réélu pour la dernière fois au Bundestag en 1994, et quitte ensuite la vie politique.